# Superfekundation
Superfekundation även kallat överbefruktning är när två eller fler ägg under en menstruationscykel befruktas vid olika samlagstillfällen. Vid superfekundation är det möjligt att spermierna som befruktar äggen kommer från olika fäder vilket innebär att barnen blir halvsyskon trots att de är tvillingar eller trillingar. Tvillingarna är alltid tvåäggstvillingar.
Ordet ska inte förväxlas med superfetation vilket innebär att en kvinna är gravid med ägg från olika menstruationscykler och fostren är i olika utvecklingsstadier. Med andra ord, ett ägg som befruktas fastän kvinnan redan är gravid.

## Förekomst
Superfekundation som resulterar i att avkomman har olika biologiska fäder är vanligt bland hundar, katter och nötkreatur.
Hur ofta superfekundation förekommer bland människor är förhållandevis okänt med uppskattningar mellan 1 på 400 och 1 på 13 000 av alla tvåäggstvillingar. Vid en studie av vårdnadstvister där faderskapstest efterfrågades hade 2,4% av tvåäggstvillingar olika biologiska pappor.